# Vibratiespectroscopie
Vibratiespectroscopie is een vorm van spectroscopie, die gebruikt wordt om de chemische samenstelling te bepalen.
De bewegingen van een molecuul kan men opsplitsen in rotaties, vibraties en translaties. Deze bewegingen zijn niet willekeurig. Uit theoretische beschouwingen en praktische experimenten blijkt dat zowel rotaties als vibraties begrensd zijn: ze kunnen slechts met bepaalde snelheden plaatsgrijpen en hebben karakteristieke energieën. Onder de noemer vibrationele spectroscopie vallen enkele spectroscopische technieken waarbij men de energieverschillen tussen de verschillende vibratie-energieniveaus van een molecule bepaalt. Deze energieverschillen zijn karakteristiek voor een gegeven molecuul. Vanwege de structurele informatie die deze vibratie-energieën geven, worden Ramanspectroscopie en infraroodspectroscopie vaak gebruikt voor zowel productidentificatie als voor structuuranalyse. Andere technieken die vibrationele energieverschillen meten zijn bijvoorbeeld vibrationeel circulair dichroisme en elektronen energieverlies spectroscopie (wetenschappelijke Engelse term: Electron Energy Loss Spectroscopy of EELS).